# Image Comics
Image Comics — американское издательство комиксов. Его особенность в том, что авторы персонажей оставляют за собой права на этих персонажей, а не передают их издательству, как это делается в крупных компаниях. Является третьим крупнейшим издательством комиксов после Marvel и DC Comics. Известно изданием комиксов «Ходячие мертвецы», «Invincible», «Спаун», «Savage Dragon», «Сага» и «Мордобой».

## История

### Основание

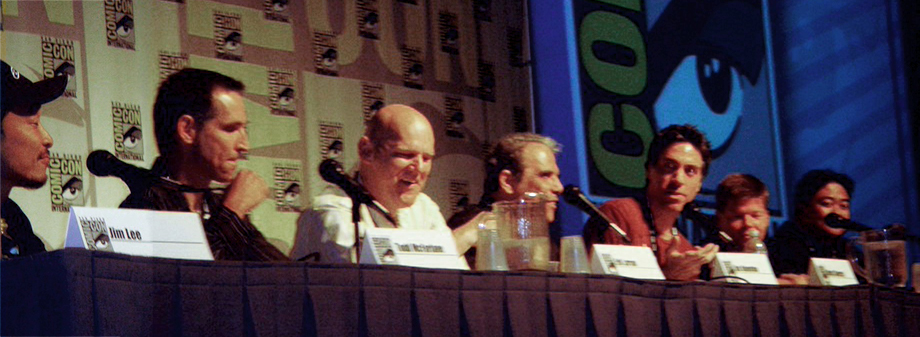
Жюри на ComicCon в 2007 году на 15-ю годовщину основания Image Comics. Слева направо: Джим Ли, Тодд Макфарлейн, Эрик Ларсен, Джим Валентино, Марк Сильвестри, Роб Лайфилд и Уилс Портацио.

В 1991 году, Эрик Ларсен, Роб Лайфилд и Джим Валентино обедали с Дейвом Олбричем, главным редактором Malibu Comics. В Malibu лояльно относились к идее оставлять авторские права на комиксы за их создателями, и Олбрич сказал, что был бы не против издавать комиксы Эрика, Роба и Джима. Чуть позже к ним присоединились ещё несколько художников, которые устали от позиции Marvel Comics насчёт авторских прав (права остаются за издательством) и недостаточного признания их творческого потенциала.
По словам Тодда Макфарлейна, он, Джим Ли и Лайфилд встретились с президентом Marvel Терри Стюартом и редактором Томом Де Фалко в конце декабря 1991 года. Несмотря на то, что Ларсен и Сильвестри, которые только накануне присоединились к их команде, отсутствовали, участники встречи дали понять Стюарту, что они представляют и их интересы. Вопреки тому, что утверждают другие источники, Макфарлейн говорит, что никакие требований к Стюарту или Marvel в целом не выдвигалось, и они просто сообщили о том, что уходят, объяснили причины и попросили Стюарта отнестись к происходящему с пониманием, чтобы это не повлекло дальнейшие увольнения. На следующий день аналогичная встреча прошла с DC Comics. После того как Уилс Портацио вернулся из ежегодного путешествия на Филиппины, Ли (его коллега по Homage Studios) попросил Уилса присоединиться к их группе.
После этого группа из восьми художников объявила об основании Image Comics, куда в результате вошли: Тодд Макфарлейн (известный по работам над Питер Паркер: Человек-паук), Джим Ли (Люди Икс), Роб Лайфилд (X-Force), Марк Сильвестри (Росомаха), Эрик Ларсен (The Amazing Spider-Man), Джим Валентино (Guardians of the Galaxy) и Уилс Портацио (Люди Икс)

 Эта коалиция получила прозвище «X-odus» (рус. Икс-ход), из-за того, что несколько из художников (Клэрмонт, Лайфилд, Ли, Сильвестри и Портацио) были известны по своим работам с франшизой Люди Икс. После публикации новостей Акции Marvel упали на $3.25. В уставе Image было два ключевых тезиса:
- Image не имеет прав на персонажей авторов
- Ни один из партнёров Image не имеет права вмешиваться — творчески или финансово — в работу любого другого партнёра. Image обладает интеллектуальными правами только на торговые марки компании: название и логотип[12], разработанные автором Хэнком Каналзом (англ. Hank Kanalz)[5][13]

Каждый из партнёров Image основал собственную студию, чья продукция публиковалась под брендом Image, но не проходила никакой редакторский контроль. Клэрмонт не участвовал в партнёрском соглашении, а Портацио отказался от дальнейшего участия из-за проблем со здоровьем у своей сестры,, поэтому Image включила в свой состав шесть студий:
- Highbrow Entertainment — правообладатель Эрик Ларсен.
- ShadowLine — правообладатель Джим Валентино.
- Skybound Entertainment — правообладатель Роберт Киркман.
- Todd McFarlane Productions — правообладатель Тодд Макфарлейн.
- Top Cow Productions — правообладатель Марк Сильвестри.

## Главные серии комиксов
- Spawn
- The Walking Dead
- Fell
- Неуязвимый (комикс)
- Сага